# Juliano Maderada
Juliano Maderada, nome artístico de Júlio Hermínio Luz, é um cantor, compositor e produtor musical brasileiro, conhecido por compor jingles políticos que viralizaram nas redes sociais durante as eleições de 2022. Seu estilo mistura arrocha, forró, lambada, pisadinha e sátira política. Ele ganhou notoriedade nacional principalmente por meio da canção "Tá na hora do Jair já ir embora", que alcançou o segundo lugar no Top Viral do Spotify Brasil.

## Biografia
Juliano nasceu em Araguapaz, no estado de Goiás, mas se mudou ainda criança para Iguaí, na Bahia, onde vive até hoje. Antes de se dedicar integralmente à música, atuou como professor de matemática e chegou a cursar agronomia. Ele iniciou sua trajetória musical há mais de 20 anos e é fundador da banda Maderada do Arrocha, junto com o produtor e músico Tiago Doidão.

### Carreira
Durante a pandemia de COVID-19, Maderada começou a produzir jingles políticos com sátira e humor. Seu primeiro destaque foi a canção "Volta, meu guerreiro", lançada em 2021. Em 2022, alcançou notoriedade nacional com músicas como:
- "Tá na hora do Jair já ir embora" – que viralizou nas redes e foi dançada por figuras públicas como Marina Silva e Simone Tebet;[7]
- "Lula o Cabeça Branca" – versão remix inspirada em música de Tierry;[8]
- "Tô com saudade do tempo de Lula"
- "Lambadão do 13"
- "Oh, Lula eu vou votar em tu"
- "Gasolina Cara"
- "Patriotário" – sátira lançada após os protestos contra a vitória de Lula.[9]

As músicas foram amplamente compartilhadas no TikTok, YouTube e plataformas de streaming. Juliano estabeleceu como meta lançar um jingle por dia durante o processo eleitoral.
Além de músicas em apoio a Lula, ele produziu jingles para campanhas locais e chegou a se encontrar pessoalmente com o ex-presidente após a vitória em 2022.

## Estilo musical e produção
O estilo de Juliano Maderada é marcado pela fusão de ritmos nordestinos como arrocha, pisadinha e lambada, com letras politizadas, provocativas e acessíveis. Ele produz a maior parte de seu conteúdo com Tiago Doidão, e suas músicas ganharam destaque pela simplicidade, repetição e facilidade de viralizar.

## Repercussão e impacto
A canção "Tá na hora do Jair já ir embora" chegou ao segundo lugar no ranking de virais do Spotify Brasil. Maderada ganhou cobertura de diversos veículos da grande mídia, como UOL, Carta Capital, Folha de S.Paulo, Diário do Nordeste, Extra e O Tempo.
Apesar do sucesso viral, ele relatou dificuldades com monetização via plataformas digitais. Sua renda principal veio de shows e eventos presenciais após o período eleitoral.